# Conon de Béthune

Wappen Conons de Béthune

Conon de Béthune (deutsch auch Kuno von Bethune; * um 1150 im Artois; † 17. Dezember 1219/1220 in Adrianopel oder Konstantinopel) war ein Ritter und Trouvère.
Conon wurde als 10. Sohn des Robert V., Herr von Béthune, im damals flandrischen Artois geboren. Er war ein Vetter des Trouvères Huon d’Oisi und auch Schüler in dessen Künsten. Von Seiten seiner Großmutter her war er mit den Grafen des flandrischen Hennegaus verwandt. Sein Erscheinen am französischen Königshof um 1180 ist wohl daher auf die Hochzeit der damals 10-jährigen Isabella von Hennegau mit dem französischen König Philipp II. zurückzuführen.
Der anfänglich wegen seines schlechten Französisch und seines pikardischen Dialekts etwas verspottete (er beklagt sich darüber in einem Lied: ... mon langage ont blâmé les François, et mes canchons oyant les Champenois ...), nahm im Gefolge von König Philipp II. am Dritten Kreuzzug (1189/1190–1193) teil, den er in seinem berühmten Kreuzzugslied 1188 (Vorbild für eine ganze Reihe von Dichtungen zu diesem Thema) herbeigewünscht hatte. Sein Vater starb hier 1191 bei der Belagerung von Akkon.
Am Vierten Kreuzzug nahm er als Gefolgsmann und enger Vertrauter des Grafen Balduin von Hennegau und Flandern, der im Laufe des Kreuzzugs zum Lateinischen Kaiser von Konstantinopel aufstieg, teil. Conon unterhandelte mit Venedig über den Schiffstransport und hatte nach der Eroberung von Konstantinopel wichtige Ämter, wie das des Gouverneurs von Adrianopel, inne. Nach dem Tod Balduins gehörte er zu den führenden Köpfen der regierenden Barone des lateinischen Kaiserreichs.
Die Kreuzzugschronisten beschreiben ihn als einen temperamentvollen, heftigen, eloquenten und stolzen Herren; so nennt ihn Gottfried von Villehardouin: „Bon chevalier et sage estoit et bien eloquens“.

## Werke
Conon gilt als wichtiger Vermittler der ursprünglich aus der Provence stammenden Minnedichtung in den Norden Frankreichs. Von seinen Dichtungen sind 10 Lieder überliefert worden:
- Chançon legiere a entendre
- Si voiremant con cele don je chant
- Mout me semont Amors que je m’envoise
- Ahi! Amors, com dure departie
- Bien me deüsse targier
- Se raige et derverie
- Belle doce Dame chiere
- Tant ai amé c’or me convient haïr
- L’autrier un jor aprés la Saint Denise
- L’autrier avint en cel autre païs